# ヴィシェグラード (ハンガリー)
ヴィシェグラード（ハンガリー語: Visegrád）,（ドイツ語: Plintenburg）は、ハンガリー北部の都市。ドナウ川に面する。ペシュト県に属しスロバキアの国境まで直線距離で約10kmである。

## 歴史
11世紀、ヴィシェグラード城が築かれた。14世紀、カーロイ1世が遷都しヴィシェグラード城を王宮とした。ブダペシュトに遷都後もヴィシェグラード城の城下町として存続し、15世紀、マーチャーシュ1世の治世に整備拡張された。16世紀、オスマン帝国軍の侵攻などで破壊されたが復興し、現在でもシブリクの丘にはヴィシェグラード城が残る。

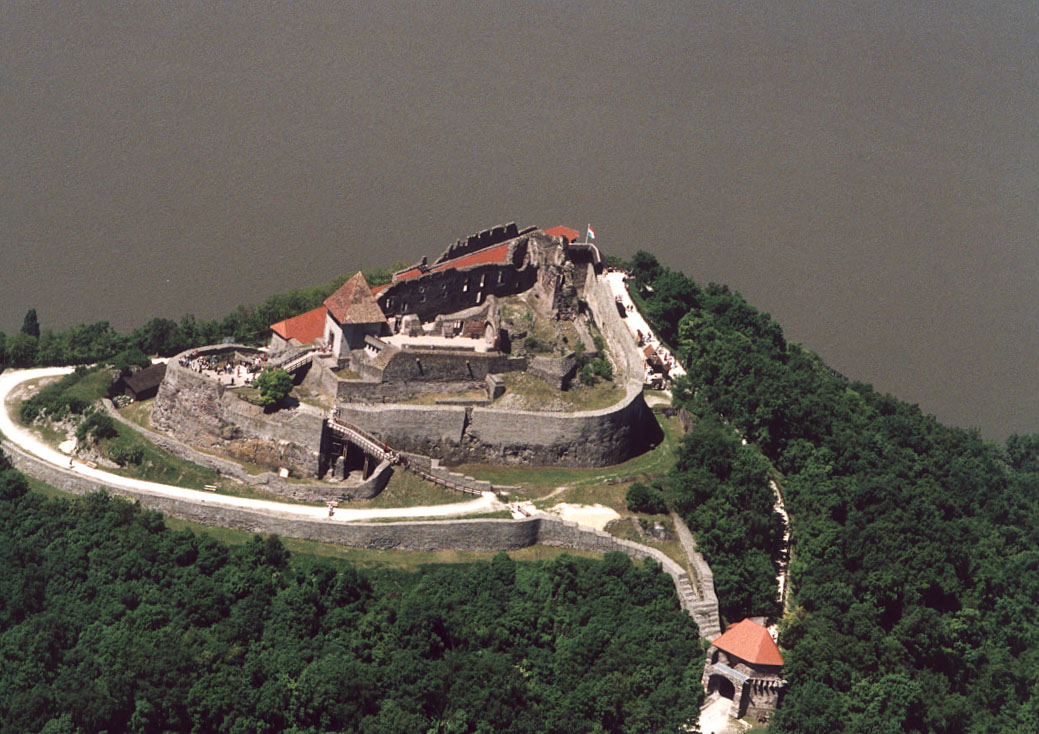
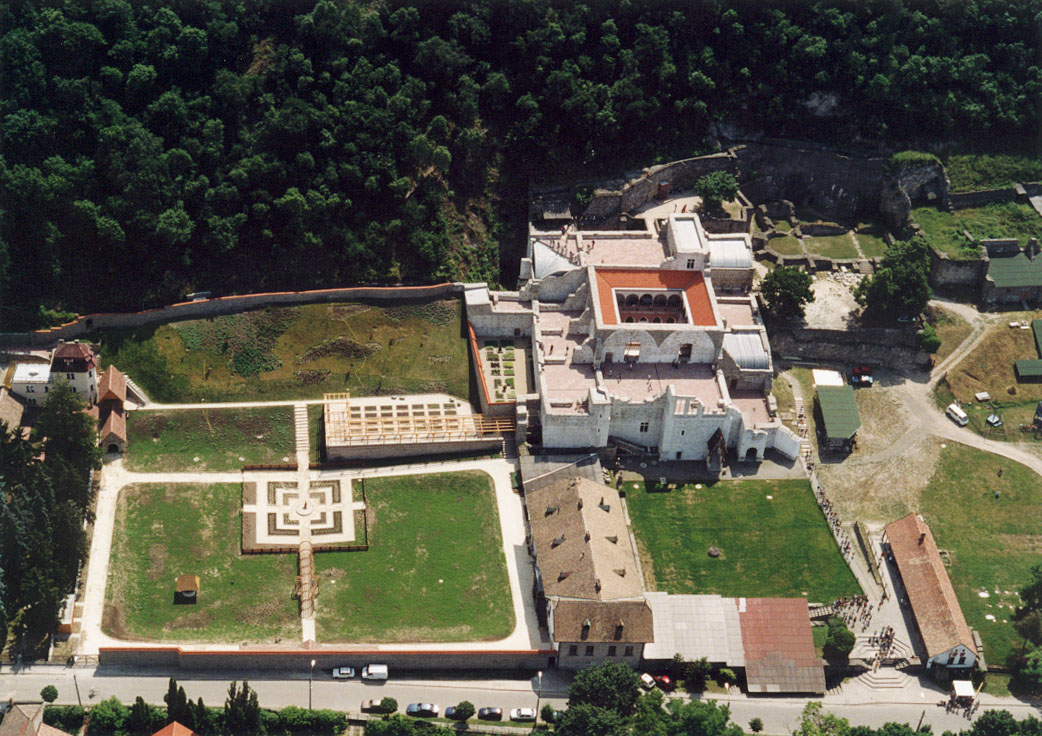